# Pro Evolution Soccer 2013
Pro Evolution Soccer 2013 (PES 2013, được biết đến là World Soccer: Winning Eleven 2013 ở Nhật Bản và Hàn Quốc) là một trò chơi điện tử về bóng đá, được phát hành và phát triển bởi Konami. Tựa game được Konami công bố vào ngày 18 tháng 4 năm 2012. Lần đầu tiên trong dòng trò chơi Pro Evolution Soccer, tất cả 20 đội bóng từ hạng đấu cao nhất của brazil, Campeonato Brasileiro Serie A, được cho vào trong series. Giải UEFA Champions League và UEFA Europa League xuất hiện ở trong game. PES 2013 là trò chơi cuối cùng trong sê-ri có sẵn trên máy cầm tay của Nintendo và được nối tiếp bởi Pro Evolution Soccer 2014.

## Phát hành
Phiên bản demo được phát hành vào ngày 25 tháng 7 năm 2012, tiếp theo là phiên bản bán lẻ vào ngày 20 tháng 9 năm 2012 tại Úc , vào ngày 21 tháng 9 năm 2012 tại Châu Âu , và ở Nam Mỹ vào ngày 25 tháng 9 năm 2012. Cristiano Ronaldo của Real Madrid được xuất hiện ở bìa game. Cũng ở phiên bản Nhật Bản, cầu thủ người Nhật Shinji Kagawa ở Manchester United có mặt ở bìa game một lần nữa. Bản cập nhật 6.00 được ra mắt vào ngày 7 tháng 3 năm 2013, bao gồm tất cả các kỳ chuyển nhượng mùa đông 2013.

## Đánh giá
Pro Evolution Soccer 2013 đã được đón nhận tích cực. GameRankings và Metacritic cho nó số điểm là 81,55% và 82/100 cho phiên bản PlayStation 3; 80,43% và 82 trên 100 cho phiên bản Xbox 360; 72,50% và 80 trên 100 cho phiên bản PC; và 55% và 60 trên 100 cho phiên bản Wii.
Nó thường được người hâm mộ của PES coi là tựa game hay nhất trong series.
Digital Fix đã cho phiên bản PS3 điểm 9/10, nói rằng, "Có thể mất một thời gian rất dài nhưng cuối cùng thương hiệu PES đã quay trở lại." Digital Spy đã cho cùng một phiên bản 4 trên 5 sao và nói, "Khi tiếng còi vang lên và trận đấu bắt đầu, PES 2013 dễ dàng là một đối thủ của FIFA, tiến gần hơn bao giờ hết đến việc giành lại vương miện." Neil Davey của The Guardian cũng cho nó 4 trên 5 sao và nói: "Đây có phải là PES đang muốn thuyết phục người hâm mộ Fifa chuyển đổi không? Có. Tôi sẽ yêu nó và ghét nó và vẫn chơi nó cho đến khi PES 2014 ra mắt chứ? Hoàn toàn có thể." The Daily Telegraph đã cho phiên bản Xbox360 4 trên 5 sao và gọi nó là "Một sự trở lại quá sức tưởng tượng và tuyệt vời."
Tựa game bán được 399,340 bản copy ở Nhật Bản vào năm 2012.